# Masacrul de la Humera
Masacrul de la Humera a fost un eveniment etnic de crimă în masă desfășurat la începutul lunii noiembrie 2020 în orașul Humera din regiunea Tigrai din nordul Etiopiei, lângă granița sudaneză. Masacrul a avut loc în timpul unui conflict armat între guvernul regional al Frontului de Eliberare a Poporului Tigrin (FEPT) și guvernul federal al Etiopiei. Refugiații au atribuit masacrul milițiilor amarane, inclusiv Fano, și Forței Naționale de Apărare a Etiopiei (FNAE).